# Dan Miller (Musiker)
Dan Miller (* 31. Mai 1969 in Waukegan, Illinois; † 19. August 2022) war ein US-amerikanischer Jazzmusiker (Trompete), der sich auch als Musikpädagoge betätigte.

## Leben und Wirken
Miller begann mit der Ermutigung seines Vaters (sein Bruder David spielt Posaune) in der Grundschule Trompete zu spielen. Als er aufwuchs, hörte er sich mit seinem Vater Platten an (darunter Miles Davis, Dizzy Gillespie, Chet Baker), die ihm dabei halfen, eine Vorstellung davon zu entwickeln, wie Jazztrompete klingen sollte. Er wuchs in den 1980er-Jahren in Chicago auf, besuchte dann die University of North Texas und zog 1991 nach New York City. Er studierte bei Don Jacoby, Bobby Shew, John Haynie, Ed Treutel, Brad Goode, Nick Drozdoff und Barry Harris. Er verbrachte elf Jahre (1990–2000) als Mitglied des Harry Connick Jr. Orchestra, mit dem er weltweit tourte und zahlreiche Alben und Fernsehspecials aufnahm. Miller arbeitete außerdem mit Wynton Marsalis, Maynard Ferguson, Tom Jones und Woody Herman. Im Laufe seiner Karriere trat er auch mit dem Lincoln Center Jazz Orchestra, dem Lionel Hampton Orchestra, Duke Ellington Orchestra (Ghost Band), Curtis Fuller, Branford Marsalis, Randy Brecker, Frank Foster, Jon Hendricks, George Coleman, Charles McPherson, Benny Golson, Jimmy Heath, Tom Harrell, David Fathead Newman, Ira Sullivan, Bobby Shew und Jack McDuff auf.
Des Weiteren war Miller ab 2005 als Musikpädagoge in der Organisation des Naples Youth Jazz Orchestra tätig und unterrichtete Improvisationskurse im Jazz Studio der School of Performing Arts der University of Central Florida. Miller leitete ab 2004 zusammen mit dem Tenorsaxophonisten Lew Del Gatto Gruppen, die in ganz Florida in Nachtclubs und auf der Konzertbühne in einer Vielzahl von Ensembles von Quartett und Quintett bis Big Band auftraten. Im Bereich des Jazz war er laut Tom Lord zwischen 1991 und 2017 an sechs Aufnahmesessions beteiligt, auch mit Ann Hampton Callaway (To Ella with Love) und Jeff Rupert & Veronica Swift (Let’s Sail Away). Miller lebte zuletzt in Fort Myers.